# 土壤液化

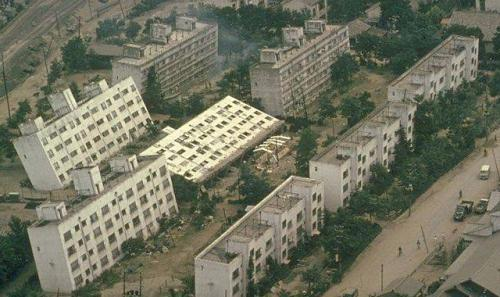
1964年新潟地震中因土壤液化傾倒的房屋

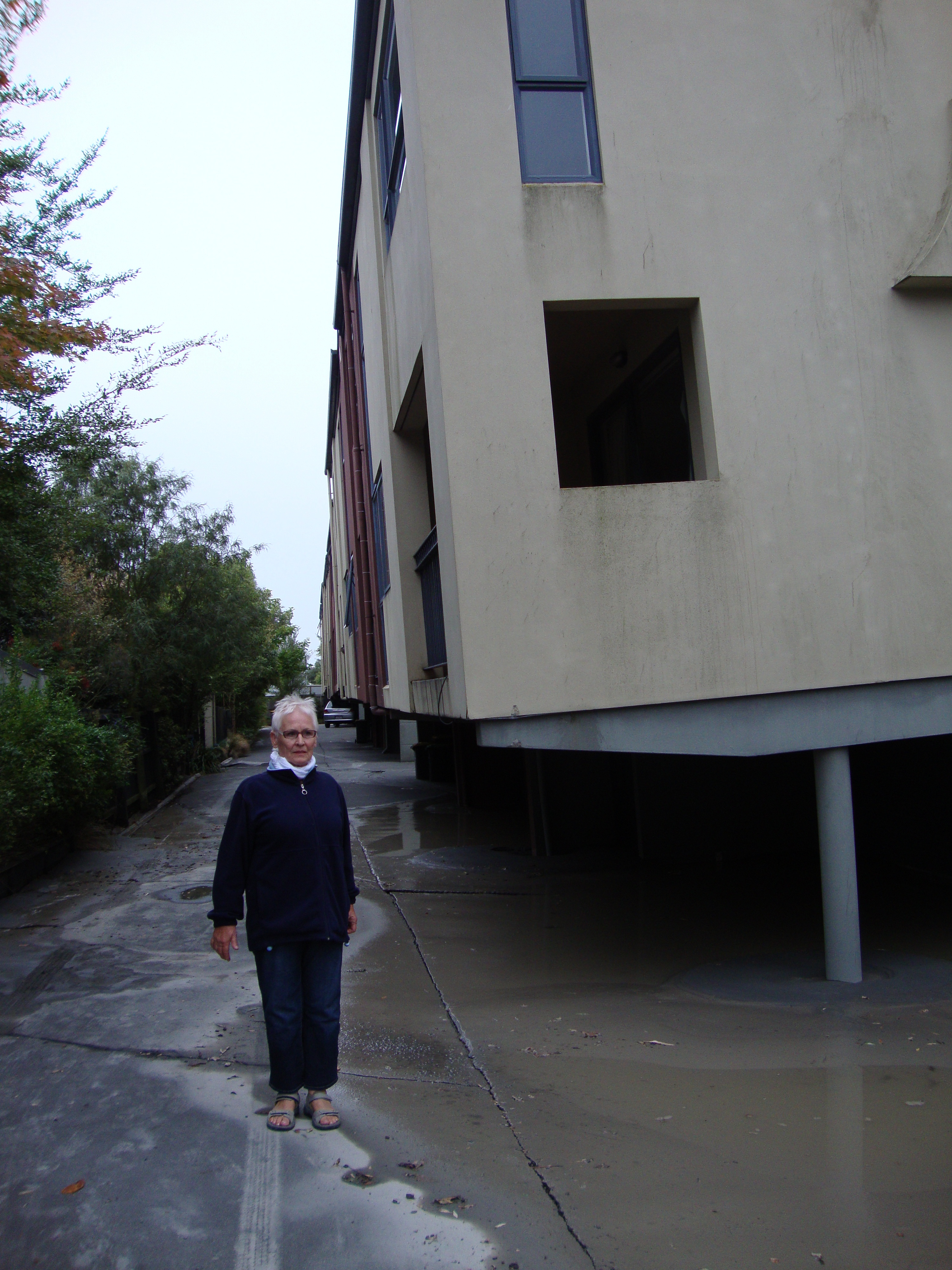
2011年基督城地震中因土壤液化下沉的房屋

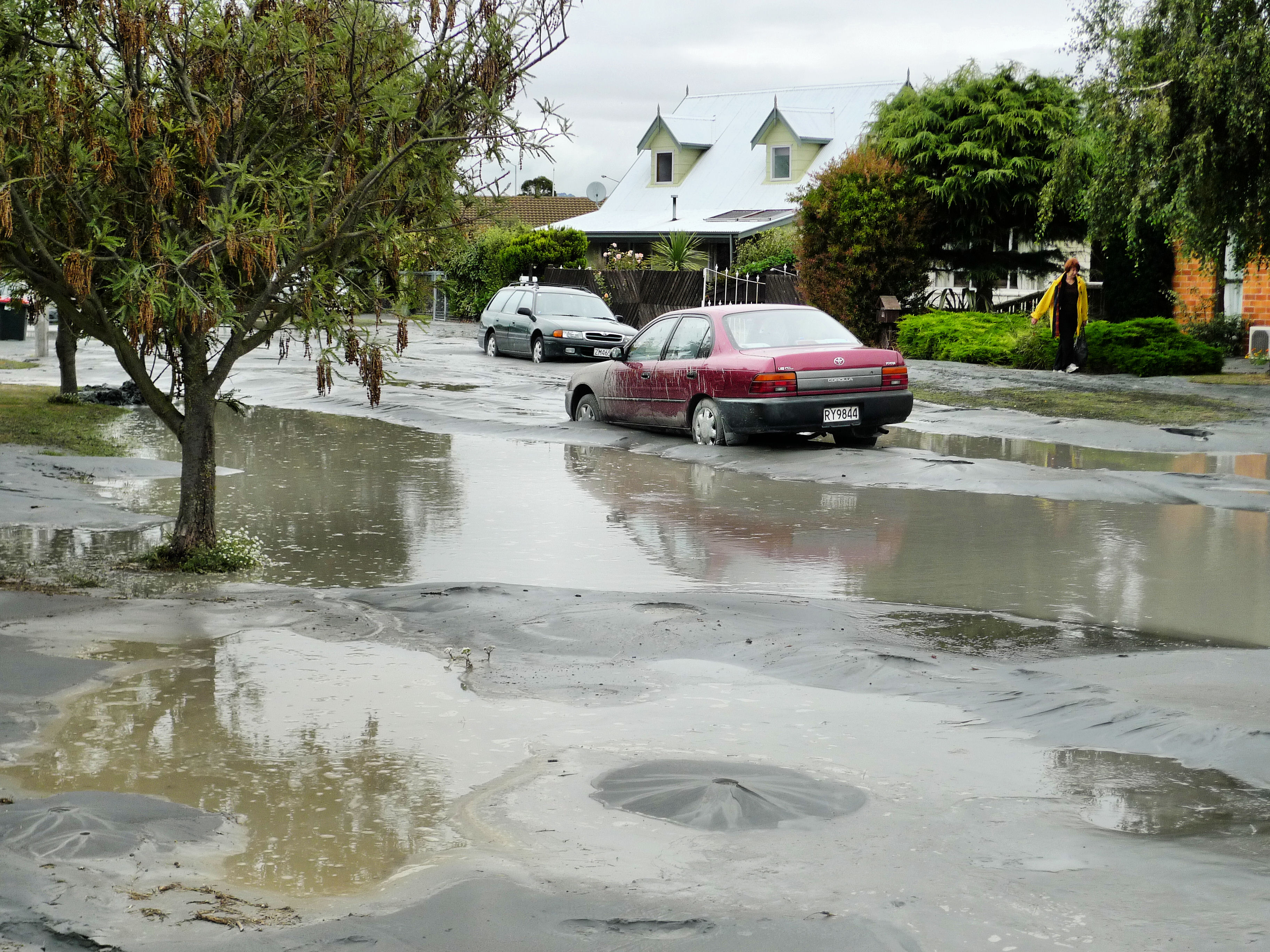
在2011年基督城地震嚴重液化的道路

土壤液化（英語：Soil liquefaction）是地震工程的一个术语，指土壤因地震的壓密作用，造成原本在深層土壤的水份被擠壓到表層，土壤顆粒間的有效應力下降為零，土壤失去剪應力強度，呈現如液態的狀況。當地表承受不住地下水的壓力時就會破裂。
土壤液化主要出现在分布深度较浅，充滿水的砂質土壤或粘土，且其底部排水较差。通常在外力反复震荡下（如地震），松散的土壤因受到压缩，内部空隙减小，而擠壓孔隙水，导致空隙内水压升高，砂粒間的結合力減少或消失。当水压升高至超过土壤内承受的外部压力时，加上水分不能从地底排出，就会产生土壤液化。液化時砂與水混和成如泥漿般的液體，使土壤失去支撐力，造成房屋傾斜、地層下陷、地下管線破裂或上浮。
最容易发生的液化的土壤是年代比较轻（如近一万年的冰河时期）的细沙，或颗粒大小相当且排列整齐的泥土中，地层只有数尺厚，富含水分。这样的地形通常可见于河岸、海岸、舊河道填土造屋、海埔新生地或因风力而堆积而成的沙丘中。土壤液化的例子有流沙、流粘土、浊流和地震液化等。

## 定義
當土壤受到剪切應力時，其相互之間的有效應力趨於零，稱為土壤液化。有效應力指的是土壤顆粒之間的摩擦力。

## 地震液化
地震液化是城市地震危害的主要来源。震荡致使孔隙水的压力增加，土壤的剪力强度降低，从而使沙粒的表面张力减小。如果地表刚好有一层較薄的地面，水压会有可能带着沙土喷出地面，这就是所谓的“喷沙”。

## 流沙
流沙的成因是充满水分的松软泥沙，并受到外力的刺激。当水分被沙堆包围不能泄去时，水和沙就形成了不能承受重量的液态土质。流沙可因静态水、上涌水（如地下水）或地震等因素形成。在有上涌水的情况下，水的冲力抵消了重力，致使泥沙颗粒悬浮。在发生地震的情况下，震动会加大地表水的水压，导致了砂石的液化及泥沙的堆积。这两种情况，液化的地表失去了承重能力，导致地表坍塌或者地面建筑物倾斜。
包含水分的沙土外表看可能乾爽结实，但如果压力改变或受到突然震荡，泥沙颗粒之间的水向沙层上方滲透，逼迫沙粒分开，沙堆擴大。这时沙粒之间会形成一層水墊，形成流沙。陷入流沙的物体会下沉，直至于与流沙比重相当的深度，并因浮力悬浮于该深度。

## 發生案例

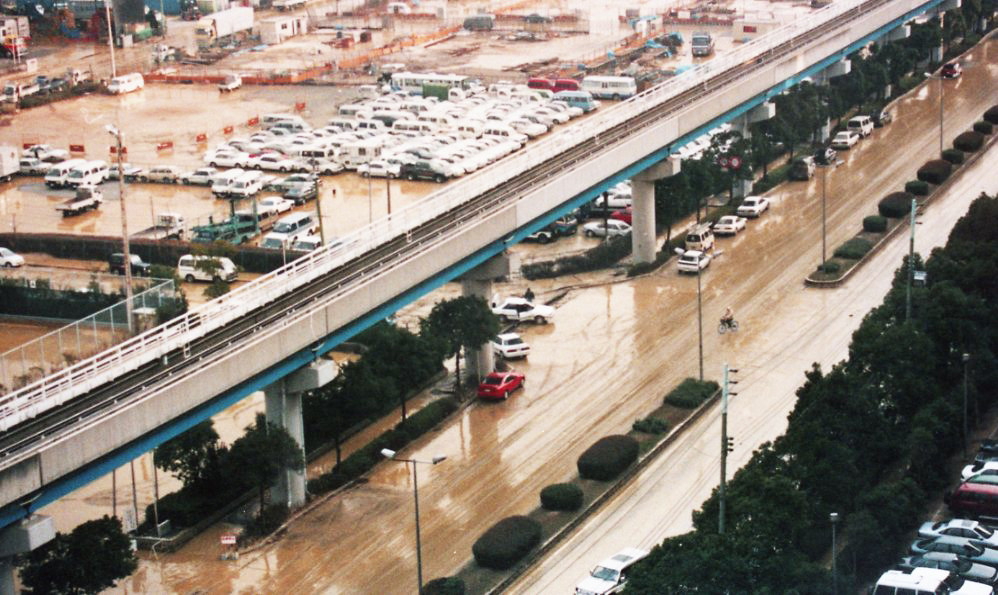
阪神大地震时的土地液化

### 日本

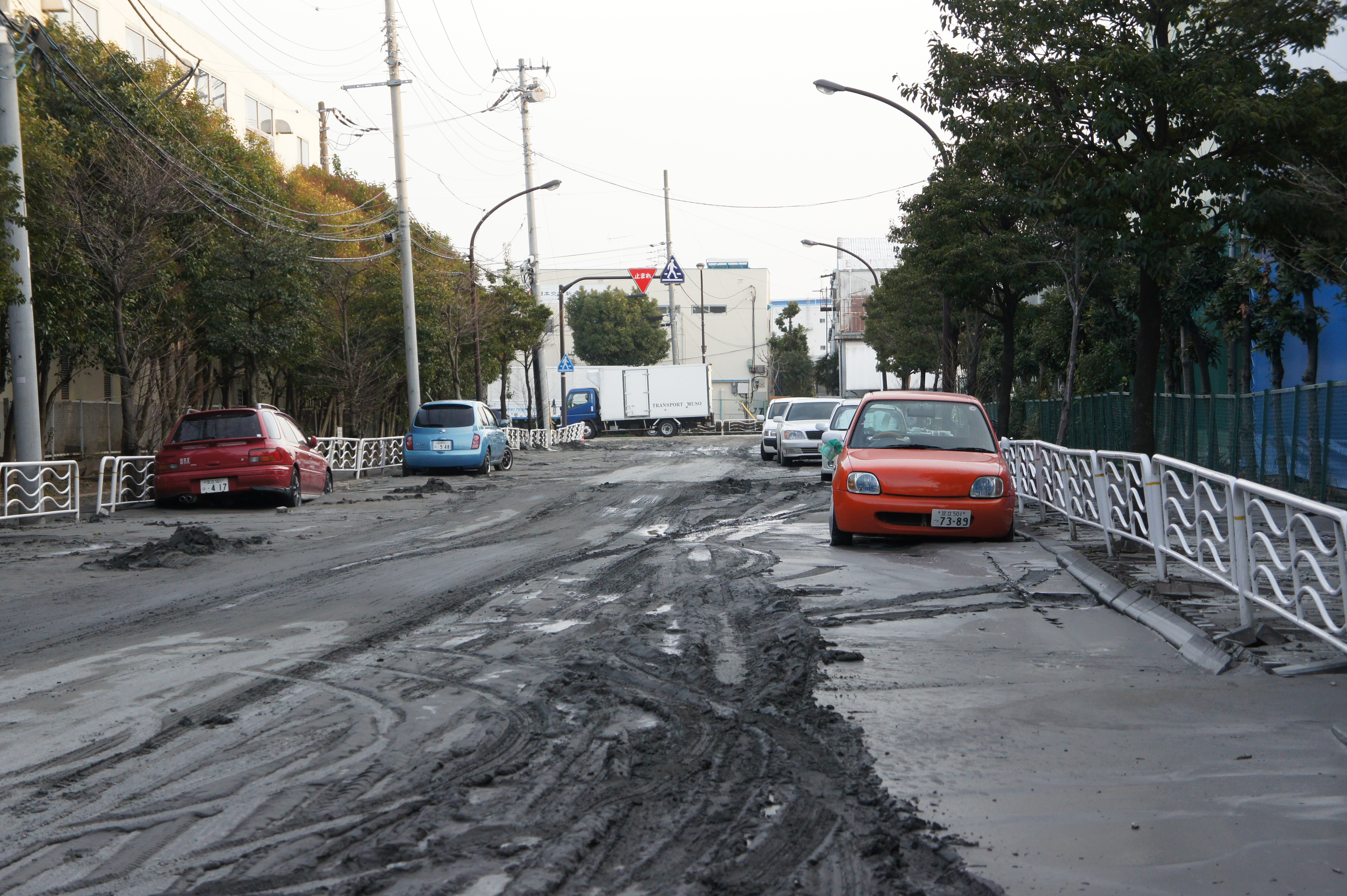
2011年日本东北地方太平洋近海地震的土壤液化現象（東京都新木場）

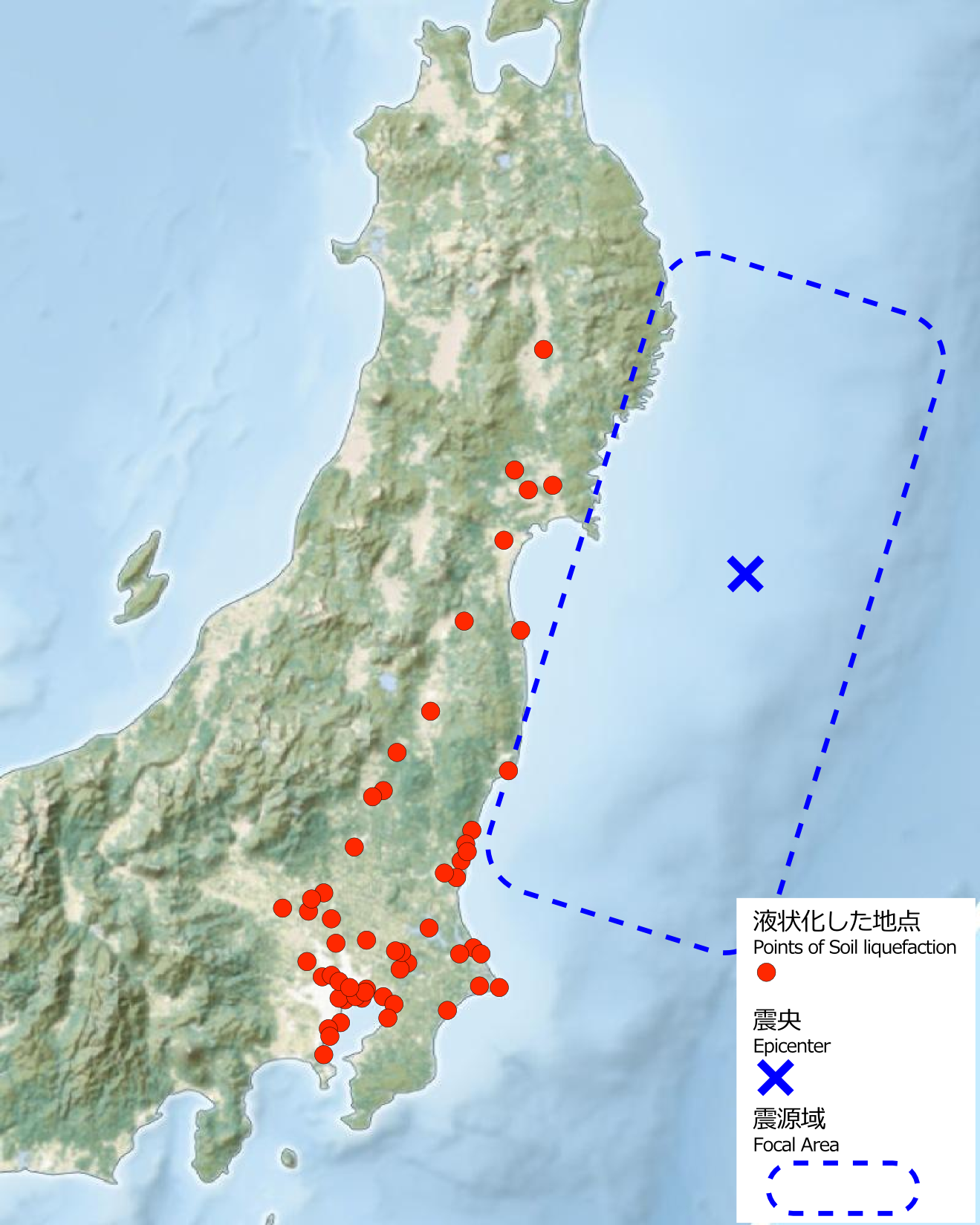
在2011年日本东北地方太平洋近海地震液化的發生地點、由清水建設的描述。

1964年6月16日 新潟地震
信濃川河畔以及新潟機場等地发生。
1995年1月17日 兵庫縣南部地震（阪神大地震）
神戸市的港灣人工島・六甲人工島等地大量液化現象。
2004年10月23日 新潟縣中越地震
小千谷市和長岡市、与板町、柏崎市等地建于水田和湖泊上方的楼房地基发生土地液化。
2011年3月11日 東北地方太平洋沖地震（東日本大震災）
在關東地區1都6県96市町村发生土地液化现象。
2016年4月16日 熊本地震
在阿苏火山口附近的黑川沿岸，地震引发的大规模地壳移动导致土地液状化发生。
2018年9月6日 北海道胆振东部地震
札幌市清田区里塚，北广岛市大曲並木地区等发生土地液化。此外，札幌市东区东15丁目屯田通的部分路段（札幌市营地下铁东丰线荣町-环状通东段及北侧的道路）约4km区间地铁上方道路发生陷落、液化等现象。

### 美洲

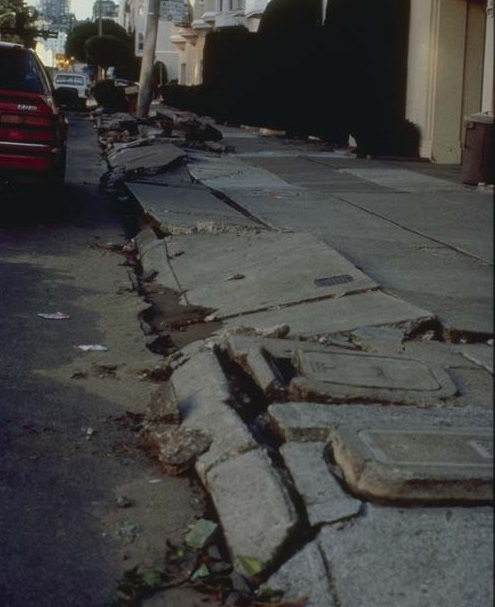
舊金山市濱海地區。洛馬.普雷塔地震發生時的步道液化損害情況

1906年 舊金山大地震
當時土壤液化的用詞還不存在、經過多次地層變化的紀錄之後、才被歸納在文書檔案中。
1964年 阿拉斯加地震
1985年 墨西哥大地震

1989年 洛馬.普雷塔地震

### 紐西蘭
2011年 坎特伯雷地震
基督城內發生。

### 台灣
2016年高雄美濃地震，土壤液化造成台南市安南區溪頂里部分民宅傾倒。
以內政部土壤液化公布圖，六都當中的密集都會區，以台中市最沒有土壤液化風險。

## 延伸閱讀
- Seed et al., Recent Advances in Soil Liquefaction Engineering: A Unified and Consistent Framework, 26th Annual ASCE Los Angeles Geotechnical Spring Seminar, Long Beach, California, April 30, 2003, Earthquake Engineering Research Center PDF （页面存档备份，存于）

## 外部連結
- 台灣土壤液化潛勢查詢系統 （页面存档备份，存于）
- YouTube上的日本311地震時千葉縣幕張地區土壤液化現象
- YouTube上的Liquefaction process